# Liegi-Bastogne-Liegi femminile
La Liegi-Bastogne-Liegi femminile (fr.: Liège-Bastogne-Liège Femmes) è una corsa in linea femminile di ciclismo su strada che si svolge ogni aprile in Vallonia, regione del Belgio. Inclusa dal 2017 nel calendario dello Women's World Tour come prova di classe 1.WWT, si corre poche ore prima dell'omonima competizione maschile.

## Albo d'oro
Aggiornato all'edizione 2025.
| Anno | Vincitrice           | Seconda              | Terza                |
| ---- | -------------------- | -------------------- | -------------------- |
| 2017 | Anna van der Breggen | Elizabeth Deignan    | Katarzyna Niewiadoma |
| 2018 | Anna van der Breggen | Amanda Spratt        | Annemiek van Vleuten |
| 2019 | Annemiek van Vleuten | Floortje Mackaij     | Demi Vollering       |
| 2020 | Elizabeth Deignan    | Grace Brown          | Ellen van Dijk       |
| 2021 | Demi Vollering       | Annemiek van Vleuten | Elisa Longo Borghini |
| 2022 | Annemiek van Vleuten | Grace Brown          | Demi Vollering       |
| 2023 | Demi Vollering       | Elisa Longo Borghini | Marlen Reusser       |
| 2024 | Grace Brown          | Elisa Longo Borghini | Demi Vollering       |
| 2025 | Kimberley Le Court   | Puck Pieterse        | Demi Vollering       |

## Vittorie per paese
Aggiornato all'edizione 2025.
| Pos | Paese         | Vittorie |
| --- | ------------- | -------- |
| 1   | Paesi Bassi   | 6        |
| 2   | Australia     | 1        |
| 2   | Gran Bretagna | 1        |
| 2   | Mauritius     | 1        |